# Йофан Борис Михайлович
Борис Михайлович Йофан (1891—1976) — радянський архітектор, один з провідних представників сталінської архітектури, автор нездійсненого проєкту палацу Рад. Народний архітектор СРСР (1970). Лауреат Сталінської премії другого ступеня (1941).

## Біографія
Народився 16 (28) квітня 1891 року в Одесі в єврейській сім'ї.
Закінчив у 1911 році Одеське художнє училище, працював у Петербурзі помічником архітектора О. О. Таманяна і свого брата Д. Йофана. Потім навчався у Римі в інституті витончених мистецтв у відомого архітектора Армандо Бразіні, закінчивши інститут у 1916 році. На запрошення О. І. Рикова 1924 року повернувся в Росію вже досвідченим майстром, із прекрасною архітектурною та технічною підготовкою. До цього часу вже мав кілька реалізованих проєктів в Італії. Член ВКП(б) з 1926 року.
Першою великою роботою Йофана був урядовий санаторій у Барвисі (1929). У період з 1927 по 1931 роки Йофан проєктує і керує будівництвом житлового комплексу на вулиці Серафимовича (будинок ВЦВК і РНК СРСР) у Москві — так званого «Будинку на набережній».
Один з найбільш відомих проєктів Йофана (у співавторстві з В. О. Щуко, В. Р. Гельфрейхом) — нездійснений палацу Рад у Москві, гігантська будівля висотою 420 метрів, вінчати яку мала статуя В. І. Леніна заввишки у 70 метрів. Під будівництво палацу було відведене місце, на якому стояв Храм Христа Спасителя, знищений у 1931 році. Будівництво палацу було припинено з початком «Великої Вітчизняної війни» і більш не відновлено.
Йофану належать проєкти павільйонів СРСР на Всесвітніх виставках у Парижі (1937) — служив постаментом для скульптури «Робітник і колгоспниця» Віри Мухіної, і Нью-Йорку (1939) — служив постаментом для скульптури «Робітник і Зірка» В'ячеслава Андрєєва.
Йофан — автор проєкту станції метро «Бауманська» (1944) у Москві.
У повоєнні роки Йофан створив у Москві комплекси Нафтового та Гірничого інститутів (1947-50), проєкт Центрального інституту фізичної культури в Ізмайлово, керував забудовою великих житлових масивів в Ізмайлово і Мар'їній Рощі.

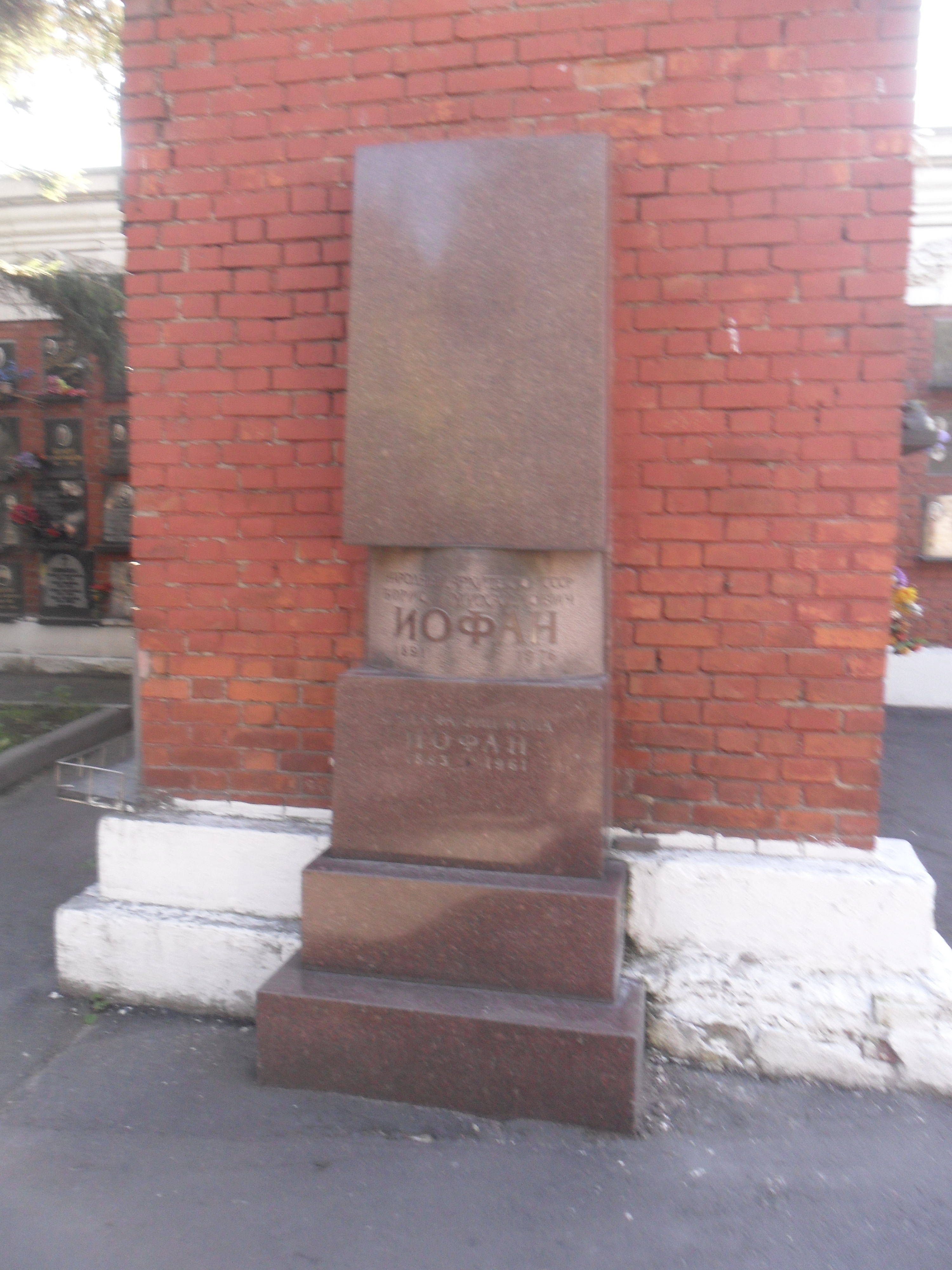
Плита колумбарію Йофана на Новодівичому кладовищі Москви.

Одним з останніх реалізованих проєктів Йофана став комплекс шістнадцятиповерхових житлових будинком на Щербаківській вулиці в Москві (співавторами Йофана були архітектори Д. Алексєєв, Н. Челишев, А. Смєхов, інженери С. Кошолкін, Л. Шойхет, Л. Шустров, М. Рейтман). Будинки звернені торцями до Щербаківської вулиці і об'єднані на рівні першого поверху приміщеннями магазинів. Будівництво було розпочато в рамках програми М. С. Хрущова з переселення радянських громадян в окремі квартири. Були спроєктовані квартири для одинаків (однокімнатні житловою площею 11 м2), сімей з двох-трьох осіб (однокімнатні житловою площею 23,5 м2 і двокімнатні з житловою площею 45,2 м2), а також для великих сімей (трикімнатні житловою площею 32,3—36,1 м2 і 45 м2). Оскільки за проєктом будинки стоять за 47 м один від одного, що порушувало вимоги щодо інсоляції того часу, під час проєктування була проведена перевірка макета за допомогою штучного сонця в Інституті будівельної фізики; перевірка доведа, що вибрана проєктувальниками відстань допустима. Іншою особливістю проєкту були великі як для нових житлових будинків 1960-х років кухні (наприклад, у трикімнатних квартирах площа кухні склала 14,1 м2) — це обумовлено тим, що кухні розглядалися як «кухні-їдальні», за наявності яких, як припускали автори, «спальні кімнати будуть використані тільки за своїм прямим призначенням». Будівництво будинків розтягнулося на 13 років, однак їх вдалося заселити ще за життя Йофана, у 1975 році.
Б. М. Йофан помер 11 березня 1976 року. Похований у колумбарії Новодівичого кладовища в Москві.

## Дружина
Був одружений з Ольгою Фабрицівною Огарьовою, уродженою донною Ольгою Руффо (25.08.1883, Курськ — 1961, Москва; поховано у колумбарії Новодівичого кладовища). Бездітний шлюб.

## Проєкти

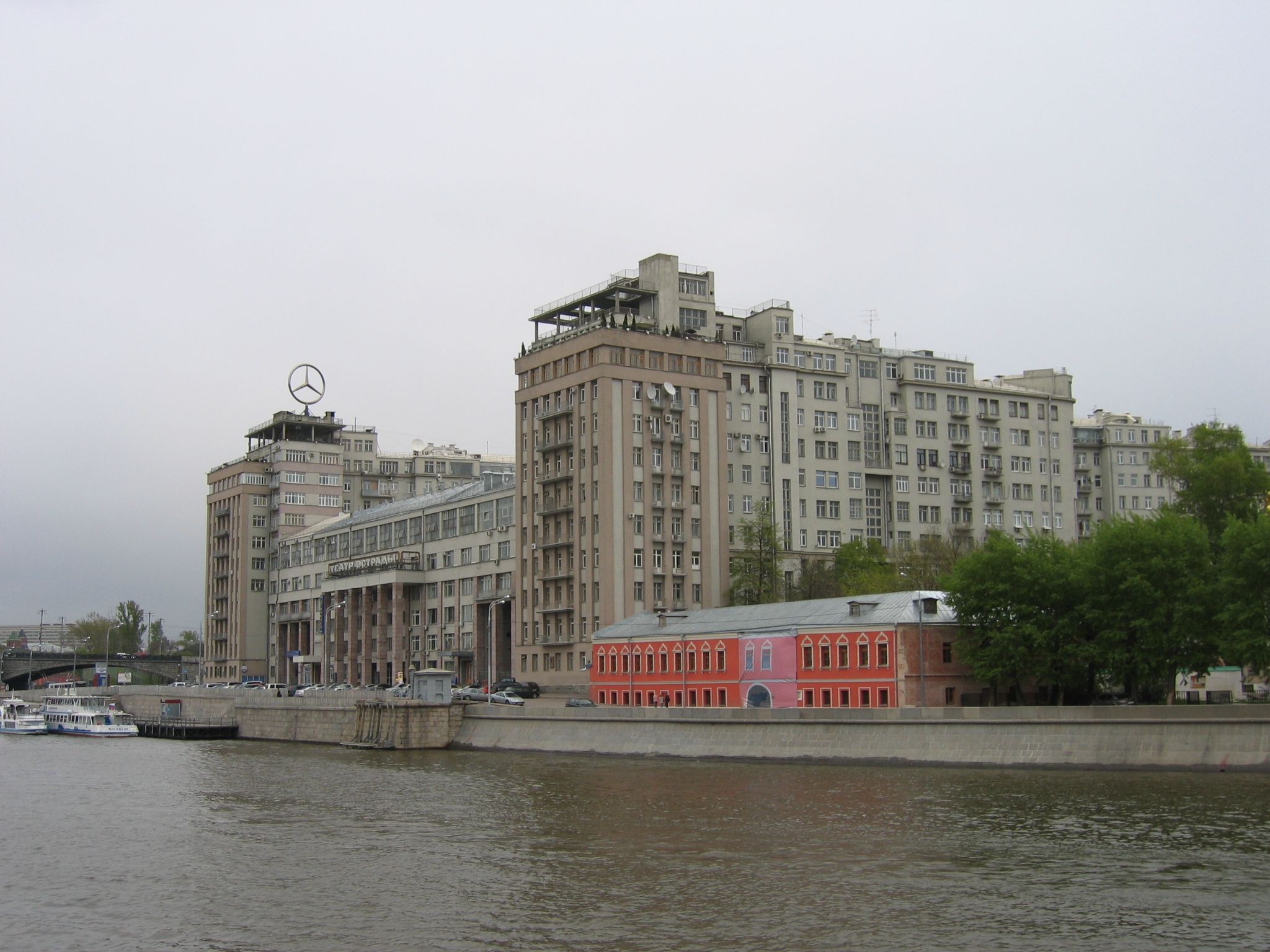
Будинок на набережній

- 1925 — показові будинки для робітників на Русаковській вулиці, 7
- 1927 — Московська сільськогосподарська академія ім. К. А. Тімірязєва, Адміністративний корпус, Колгоспний корпус
- 1928—1931 — робота над 1-м Будинком Рад ЦВК і РНК СРСР (Будинок Уряду, «Дім на набережній»)
- 1931 — проєктування будівлі Палацу Рад
- 1935 — корпуси Санаторію Лікувально-санітарного управління Кремля «Барвиха» (нині ФГУП УДП РФ клінічний санаторій «Барвиха»)
- 1937 — павільйон міжнародної виставки в Парижі і ідея скульптури Мухіної «Робітник і колгоспниця» — павільйон-цоколь за проєктом Йофана наразі відновлений на ВВЦ
- 1939 — радянський павільйон виставки в Нью-Йорку
- 1938—1944 — станція метро «Бауманська»
- 1944—1947 — лабораторія академіка П. Л. Капіци.
- Реконструкція та відновлення Театру ім. Євгена Вахтангова
- 1947—1948 — проєкти сталінських висоток, будівлі Університету
- 1957 — Центральна клінічна лікарня з поліклінікою Управління справами Президента РФ
- 1962—1975 — комплекс житлових будинків в Москві на Щербаковській вулиці (будинки № 7, 9, 11; співавтори Д. Алексєєв, Н. Челишев, А. Смєхов)
- 1972 — Інститут фізкультури (останній здійснений проєкт)

## У філателії

Роботи архітектора Б. М. Йофана на поштових марках СРСР
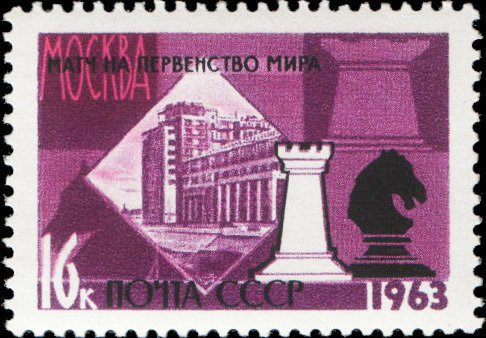
Московський театр естради «Будинок на набережній» 1963 рік ЦФА № 2877
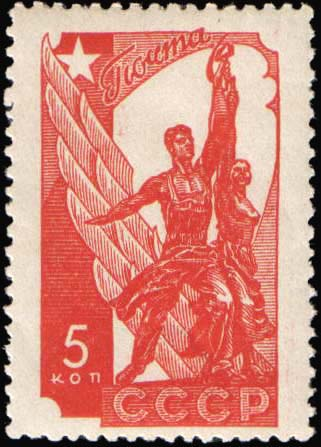
монумент «Робітник і колгоспниця», 1937 скульптор В. Г. Мухіна за ескізом Б. М. Йофана 1938 рік ЦФА № 580
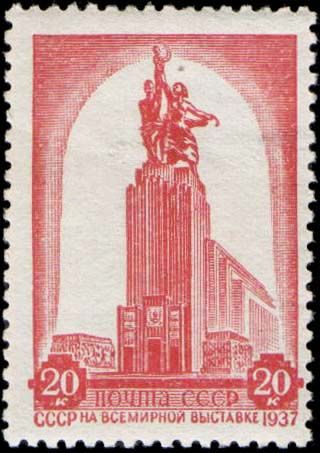
павільйон СРСР на міжнародній виставці у Парижі, 1937 рік 1938 рік ЦФА № 581
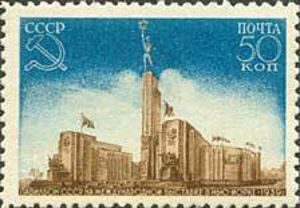
павільйон СРСР на міжнародній виставці у Нью-Йорку, 1939 рік співавтор архітектор К. С. Алабян 1939 рік ЦФА № 664
скульптура «Робітник із зіркою» на радянського павільйоні у Нью-Йорку скульптор В. А. Андрєєв 1939 рік ЦФА № 665
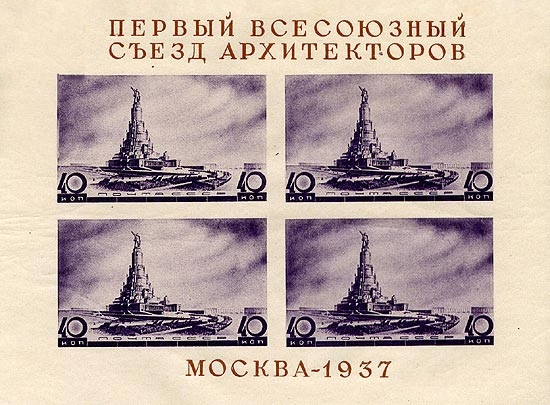
«Перший Всесоюзний З'їзд архітекторів» Палац Рад Москва, 1937 рік
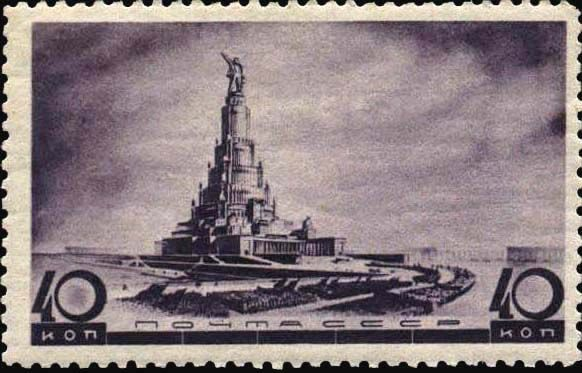
Палац Рад (нездійснений проєкт) співавтори архітектори В. О. Щуко і В. Г. Гельфрейх 1937 рік ЦФА № 550
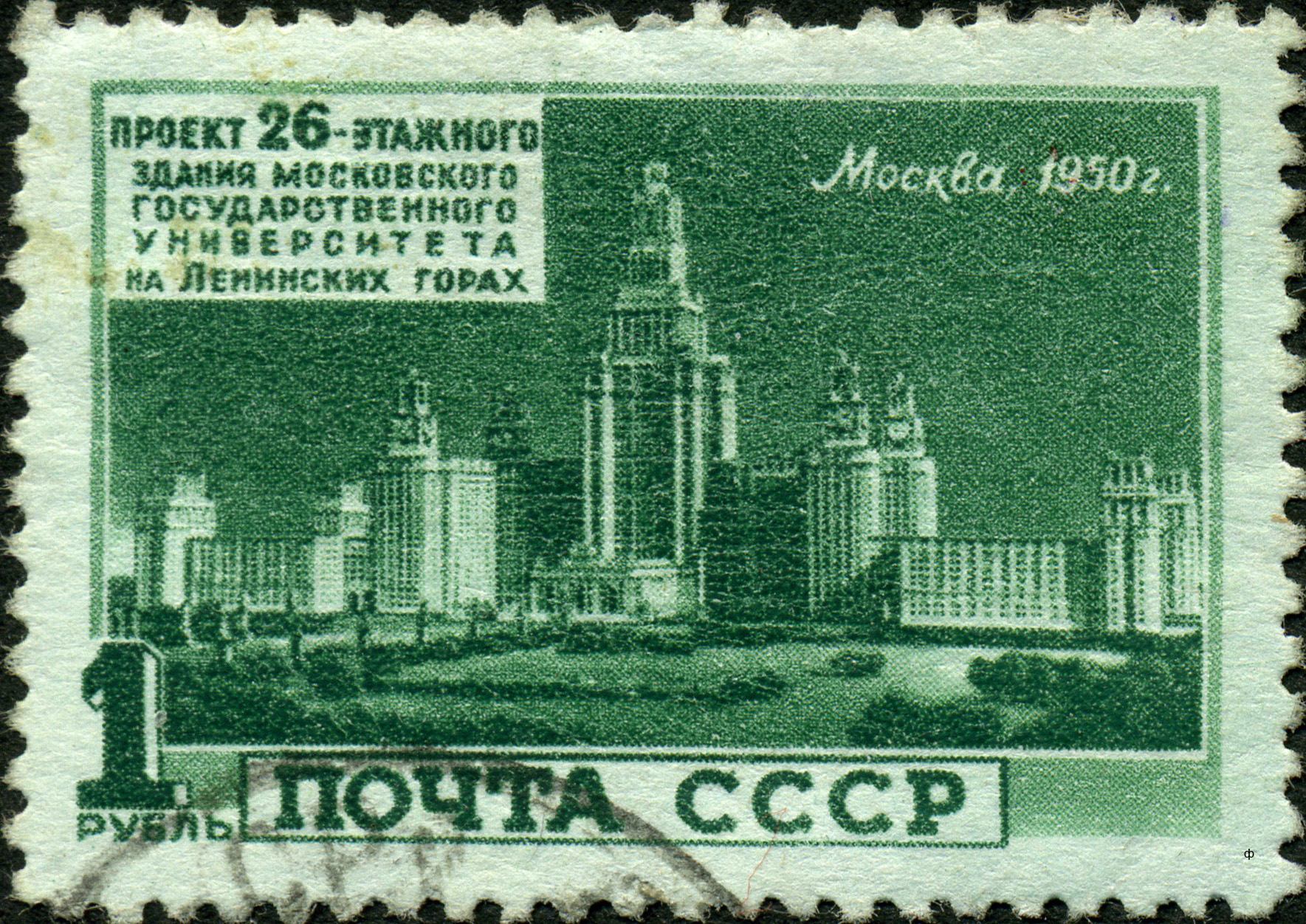
проєкт Головного корпусу МДУ 1950 рік ЦФА № 1576

- монумент
«Робітник і колгоспниця», 1937
скульптор В. Г. Мухіна
за ескізом Б. М. Йофана
1938 рік ЦФА № 580
- павільйон СРСР на міжнародній виставці
у Парижі, 1937 рік
1938 рік ЦФА № 581
- павільйон СРСР на міжнародній виставці
у Нью-Йорку, 1939 рік
співавтор архітектор К. С. Алабян
1939 рік ЦФА № 664
- скульптура «Робітник із зіркою»
на радянського павільйоні
у Нью-Йорку
скульптор В. А. Андрєєв
1939 рік ЦФА № 665
- «Перший Всесоюзний З'їзд архітекторів»
Палац Рад
Москва, 1937 рік
- Палац Рад (нездійснений проєкт)
співавтори архітектори
В. О. Щуко і В. Г. Гельфрейх
1937 рік ЦФА № 550
- проєкт Головного корпусу МДУ
1950 рік ЦФА № 1576

### Нагороди та премії
- Сталінська премія другого ступеня (1941) — за архітектурний проєкт павільйону СРСР на Всесвітній виставці в Парижі (1937);
- заслужений будівельник УРСР (1966)
- народний архітектор СРСР (1970)
- орден Леніна
- орден Трудового Червоного Прапора
- медаль «За доблесну працю у Великій Вітчизняній війні 1941—1945 рр.»
- медаль «У пам'ять 800-річчя Москви»
- золота медаль і диплом «Гран прі» на Всесвітній виставці в Парижі (1937)
- звання почесного громадянина міста на Всесвітній виставці в Нью-Йорку (1939)